# Schmidtstraße 24 (Aschersleben)
Die Schmidtstraße 24 war eine denkmalgeschützte Villa in Aschersleben in Sachsen-Anhalt.

## Lage
Das Gebäude befand sich nördlich der Aschersleber Innenstadt auf der Westseite der Schmidtstraße.

## Geschichte und Architektur

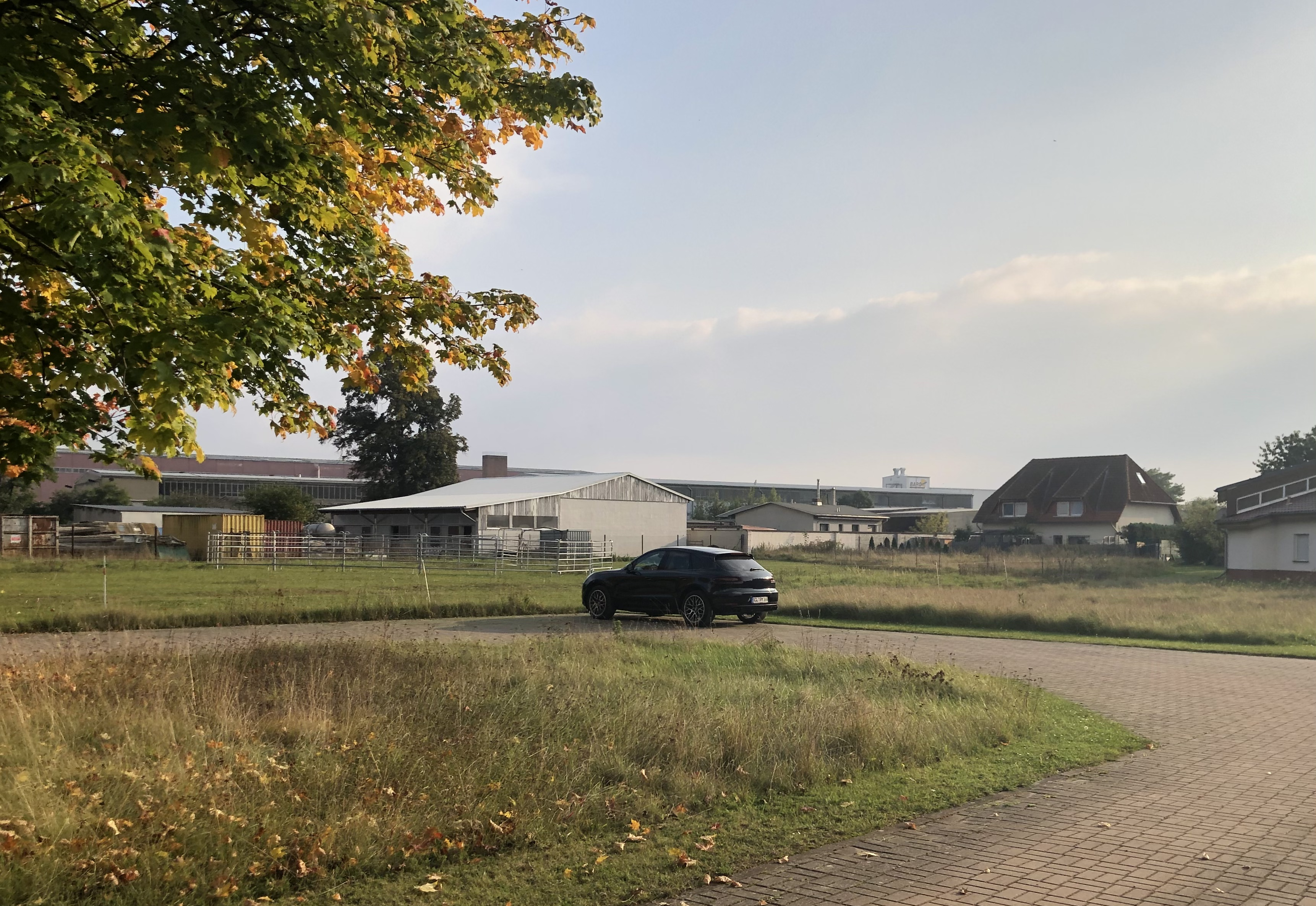
Blick von Nordwesten auf das ehemalige Grundstück der Villa, 2021

Die ein- bis zweigeschossige Villa entstand im Jahr 1898 als Direktorenvilla der Maschinenfabrik AMA. Der repräsentativ gestaltete Bau wurde in Klinkerbauweise ausgeführt und verfügte über ein Zierfachwerk. Bemerkenswert war das mit historisierenden Elementen prächtig gestaltete Treppenhaus.
Noch 2015 wurde die Villa im örtlichen Denkmalverzeichnis unter der Erfassungsnummer 094 97438 als Baudenkmal verzeichnet, der Abbruch war jedoch bereits 2014 von der oberen Denkmalschutzbehörde genehmigt worden. Im Jahr 2021 erfolgte dann die formale Streichung aus dem Denkmalverzeichnis.